# Antigua i Barbuda na Letnich Igrzyskach Olimpijskich 1976
Antiguę i Barbudę na Letnich Igrzyskach Olimpijskich 1976 reprezentowało 14 zawodników, byli to sami mężczyźni. Był to pierwszy występ reprezentacji tego kraju na letnich igrzyskach olimpijskich.

## Kolarstwo
Mężczyźni
- Patrick Spencer
  - sprint – odpadł w eliminacjach

- Donald Christian
  - 1000 m ze startu zatrzymanego – nie ukończył
  - 4000 m na dochodzenie – nie ukończył

## Lekkoatletyka
Mężczyźni
- Cuthbert Jacobs
  - Bieg na 200 m – odpadł w eliminacjach

- Fred Sowerby
  - Bieg na 200 m – odpadł w eliminacjach

- Conrad Mainwaring
  - Bieg na 110 m przez płotki – odpadł w eliminacjach
  - Bieg na 400 m przez płotki – odpadł w eliminacjach

- Calvin Greenaway, Paul Richards, Everton Cornelius, Elroy Turner
  - Sztafeta 4 × 100 m – odpadli w eliminacjach

- Cuthbert Jacobs, Paul Richards, Elroy Turner, Fred Sowerby
  - Sztafeta 4 × 400 m – odpadli w eliminacjach

- Calvin Greenaway
  - Skok w dal – 29. miejsce

- Maxwell Peters
  - Trójskok – 21. miejsce